# Cophura scitula
Cophura scitula là một loài ruồi trong họ Asilidae. Cophura scitula được Williston miêu tả năm 1883.